# Herzogenbuchsee
Herzogenbuchsee (berndeutsch Herzogebuchsi, von den Einheimischen Buchsi genannt) ist eine politische Gemeinde im Verwaltungskreis Oberaargau des Kantons Bern in der Schweiz.
Auf den 1. Januar 2008 wurde die Fusion mit der Gemeinde Oberönz (941 Einw.) vollzogen. Die neue Gemeinde trägt weiterhin den Namen Herzogenbuchsee.

## Geschichte

Luftbild von Walter Mittelholzer (1934)

Der auf einer Moräne des Rhonegletschers aus der letzten Eiszeit erbaute Ort blickt auf eine lange Geschichte zurück. Bereits vor zehntausend Jahren war die Gegend rund um den Inkwilersee und Burgäschisee besiedelt. An verschiedenen Stellen rund um die heutige reformierte Kirche wurden Fundamente von römischen Gebäuden aus der Zeit um 200 n. Chr. gefunden. Die erste urkundliche Erwähnung unter dem Namen puhsa (Buchsa gesprochen, vom Lateinischen buxum, was Buchs bedeutet), datiert aus dem Jahr 886 in den Schriften des Klosters St. Gallen. Das Dorf gehörte damals nach diversen Teilungen des europäischen Grossreiches der Karolinger zum ostfränkischen Reich. Um 920 wurde die Region vom Burgunder-König Rudolf besetzt und gehörte ab 1033 als burgundischer Reichsteil zum deutschen Kaiserreich. In den folgenden Jahrhunderten stand Herzogenbuchsee unter der Herrschaft der die Burgunder regional vertretenden Zähringer, der Kyburger und danach unter Altbernischer Hoheit innerhalb der Eidgenossenschaft. Der Name "Herzogenbuchze" erscheint erstmals 1301 in einer Urkunde. Es scheint, dass er zur Unterscheidung von Münchenbuchsee eingeführt wurde und auf das damals die Herrschaft über das Dorf ausübende Adelshaus Kyburg bezogen war.
Die letzte Schlacht im Schweizer Bauernkrieg fand am 7. Juni 1653 in Herzogenbuchsee statt. Das Dorf ging während der Kampfhandlungen in Flammen auf.
Am Heiligabend 2019 brannte die reformierte Kirche der Gemeinde zweimal, wobei abends beim erneuten Aufflammen die brennende Turmspitze aufs Dach der Kirche stürzte und so schwere Schäden am Gebäude verursachte. Der Kirchturm und das Kirchenschiff sind nach aufwändigen Renovationsarbeiten seit April 2021 wieder zugänglich.

## Bevölkerung
| Bevölkerungsentwicklung | Bevölkerungsentwicklung | Bevölkerungsentwicklung | Bevölkerungsentwicklung | Bevölkerungsentwicklung | Bevölkerungsentwicklung | Bevölkerungsentwicklung | Bevölkerungsentwicklung | Bevölkerungsentwicklung | Bevölkerungsentwicklung | Bevölkerungsentwicklung | Bevölkerungsentwicklung | Bevölkerungsentwicklung | Bevölkerungsentwicklung | Bevölkerungsentwicklung |
| ----------------------- | ----------------------- | ----------------------- | ----------------------- | ----------------------- | ----------------------- | ----------------------- | ----------------------- | ----------------------- | ----------------------- | ----------------------- | ----------------------- | ----------------------- | ----------------------- | ----------------------- |
| Jahr                    | 1764                    | 1850                    | 1880                    | 1900                    | 1930                    | 1950                    | 1980                    | 1990                    | 2000                    | 2010                    | 2011                    | 2012                    | 2013                    | 2023                    |
| Einwohner               | 481                     | 1525                    | 2334                    | 2533                    | 3235                    | 3790                    | 5107                    | 5195                    | 5338                    | 6949                    | 7055                    | 7060                    | 7150                    | 7438                    |

## Politik
Die Exekutive besteht aus dem siebenköpfigen Gemeinderat. Die parteipolitische Zusammensetzung für die Legislaturperiode 2022–2025 ist folgendermassen: SP 2, SVP 2, GLP 2, Die Mitte 1. Gemeindepräsidentin ist
Livia Stauer (GLP).
Die Stimmenanteile der Parteien anlässlich der Nationalratswahlen 2023 betrugen: SVP 29,0 % (+1,6 %), SP 19,7 % (+1,2 %), GLP 14,0 % (+3,5 %), FDP 9,2 % (−1,7 %), Mitte 9,0 % (−3,0 %), GPS 8,5 % (−2,4 %), EVP 4,7 % (+1,2 %), EDU 2,6 % (+0,9 %), Piraten 1,2 %.

## Wirtschaft
Die 7150 (Stand 2013) Einwohner zählende Gemeinde beheimatet zahlreiche Gewerbebetriebe.

## Verkehr

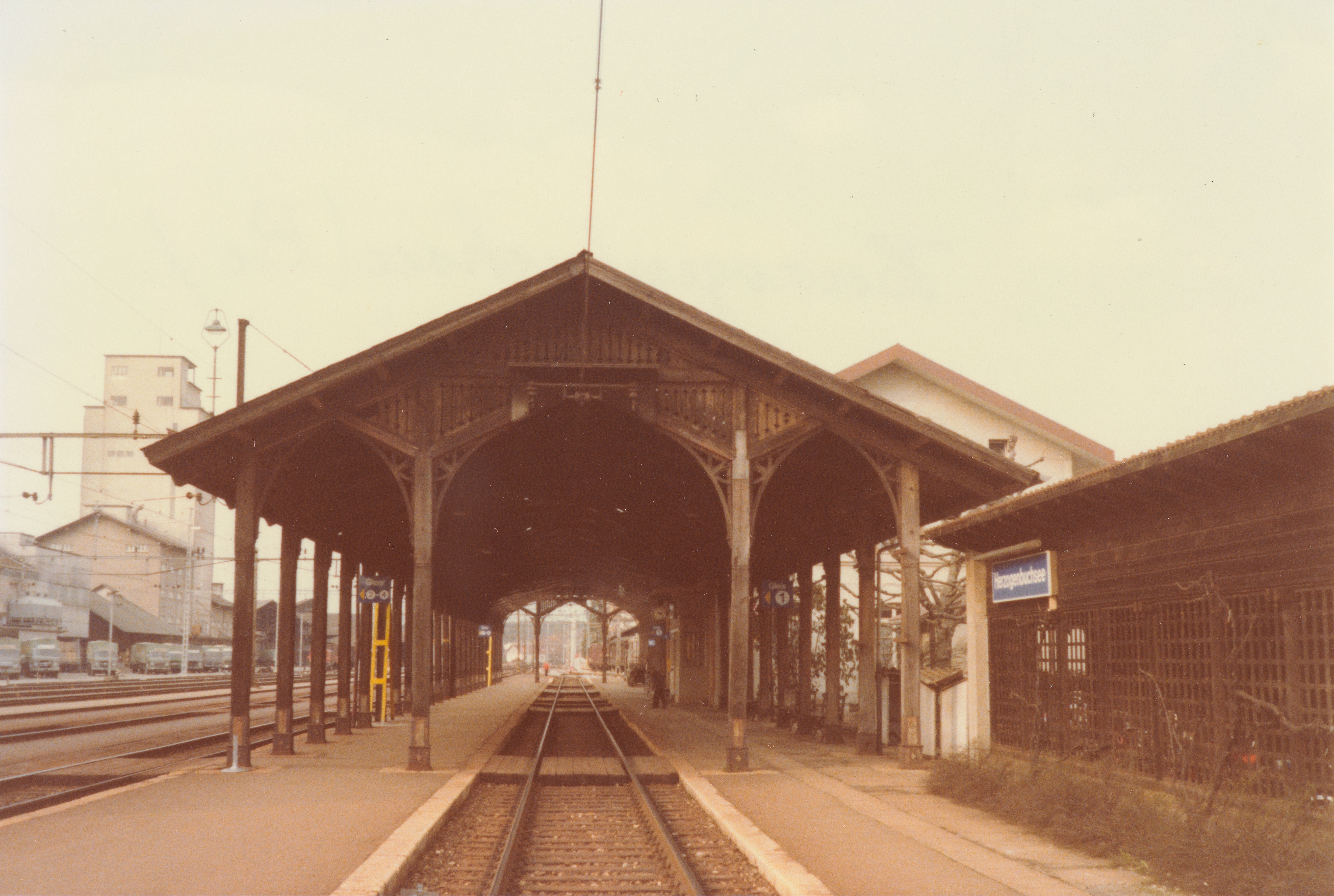
Perronhalle am Bahnhof (1857–1979)

Herzogenbuchsee liegt an der Bahnstrecke Olten–Bern. Seit Inbetriebnahme der Neubaustrecke Zürich–Bern wird der Fernverkehr an dem Dorf vorbeigeführt. Herzogenbuchsee war Endpunkt der ehemaligen Strecke aus Solothurn.
Die Hauptstrasse 1 zwischen Zürich und Bern verläuft durch das Dorf, ausserdem mündet hier die von Murten her kommende Hauptstrasse 22 ein.

## Persönlichkeiten
- Klaus Baumgartner (1937–2015), Politiker (SP), Stadtpräsident von Bern
- Konrad Bleuler (1912–1992), theoretischer Physiker
- Albert Friedrich Born (1829–1910), Unternehmer und Politiker, Nationalrat
- Paul Born-Moser (1859–1928), Fabrikant und Entomologe
- Mani Matter (1936–1972), Liedermacher und Jurist
- Rolf Mauch (1934–1995), Politiker, Nationalrat
- Amélie Moser-Moser (1839–1925), Sozialpolitikerin, Vorkämpferin für Volksgesundheit und -bildung
- Emil Moser (1837–1913), Unternehmer und Politiker
- Johann Rudolf Moser (1827–1911), Kaufmann und Politiker
- Robert Moser (1838–1918), Ingenieur und Eisenbahnunternehmer
- Samuel Friedrich Moser (1808–1891), Landwirt, Kaufmann und Mitinhaber einer Seidenbandweberei
- Franziska Rochat-Moser (1966–2002), Leichtathletin, Langstreckenläuferin
- Marie Sollberger (1846–1917), Pionierin des Blauen Kreuzes
- Maria Waser (1878–1939), Schriftstellerin
- Reto Wyss (* 1964), Autor, Coach, Trainer

## Bilder

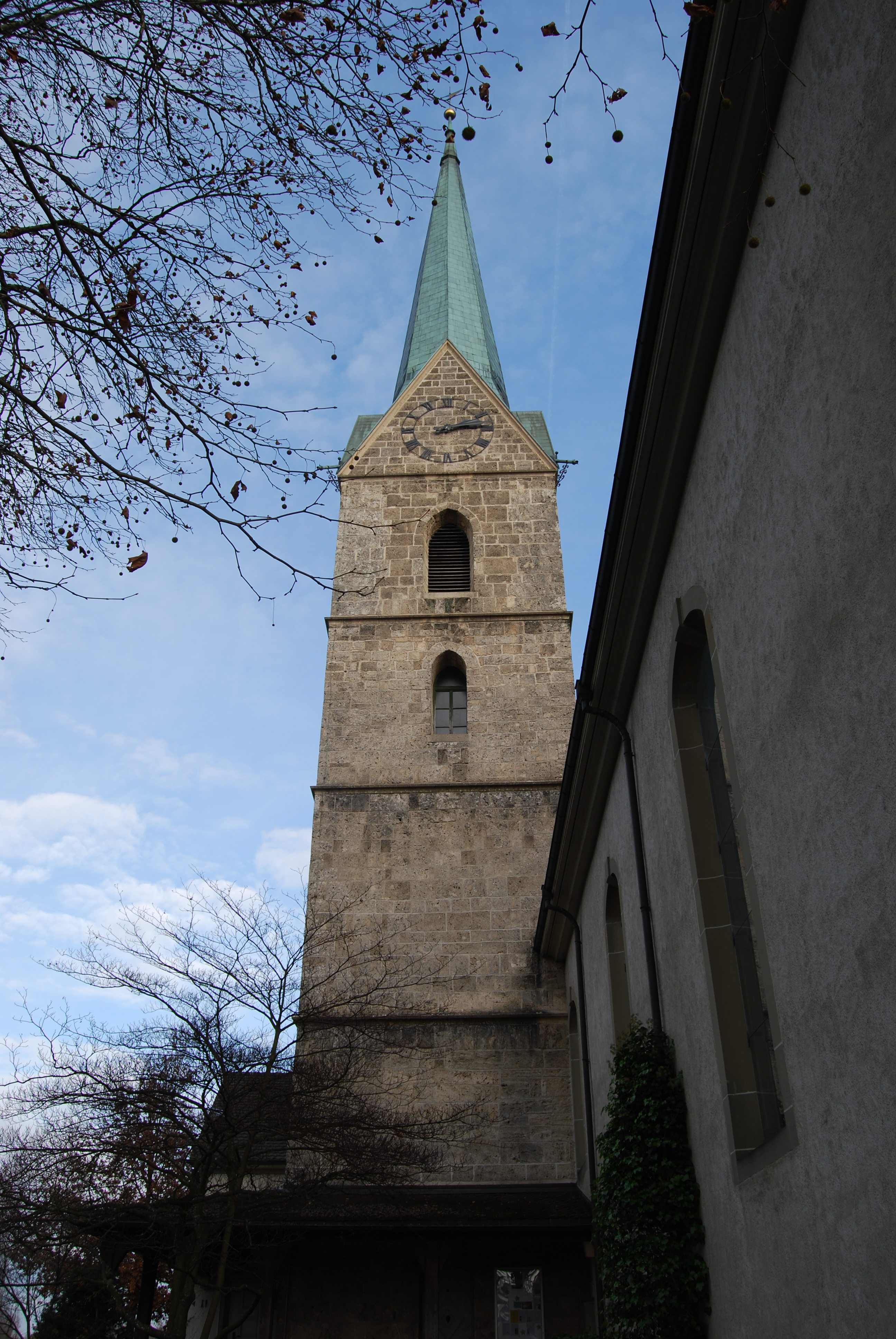
Reformierte Kirche Herzogenbuchsee (vor dem Brand 2019)
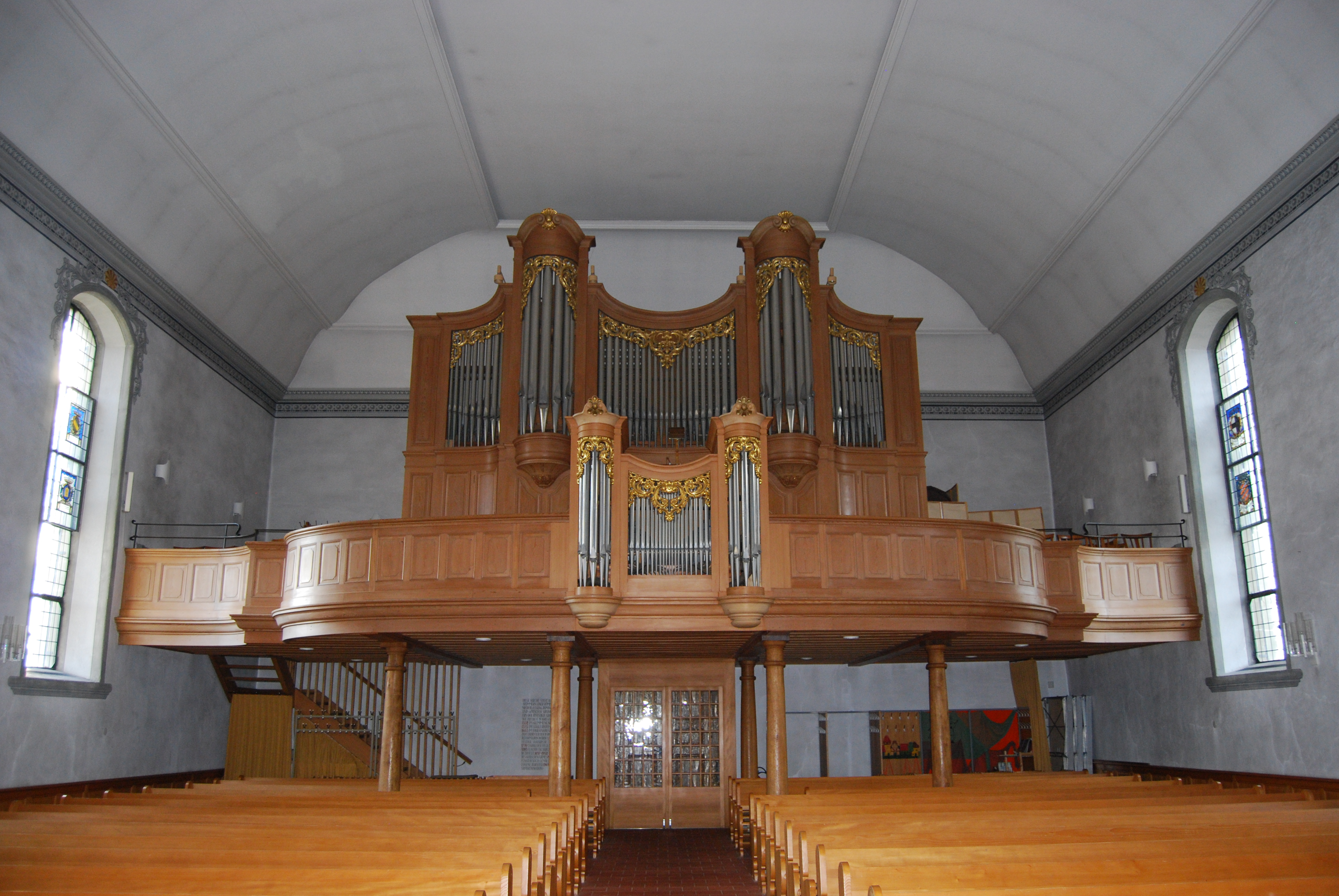
Orgel der reformierten Kirche
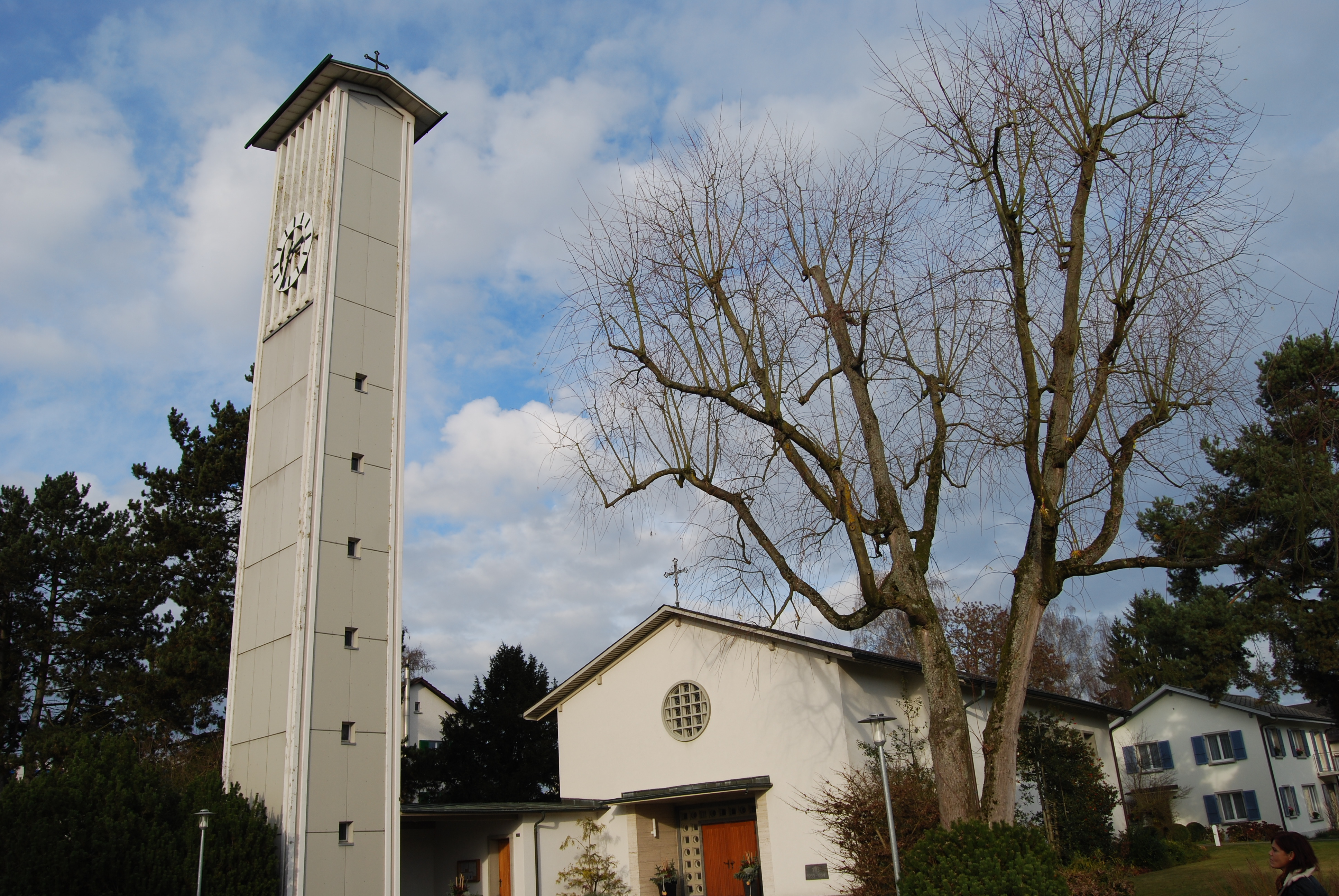
Katholische Kirche Herzogenbuchsee
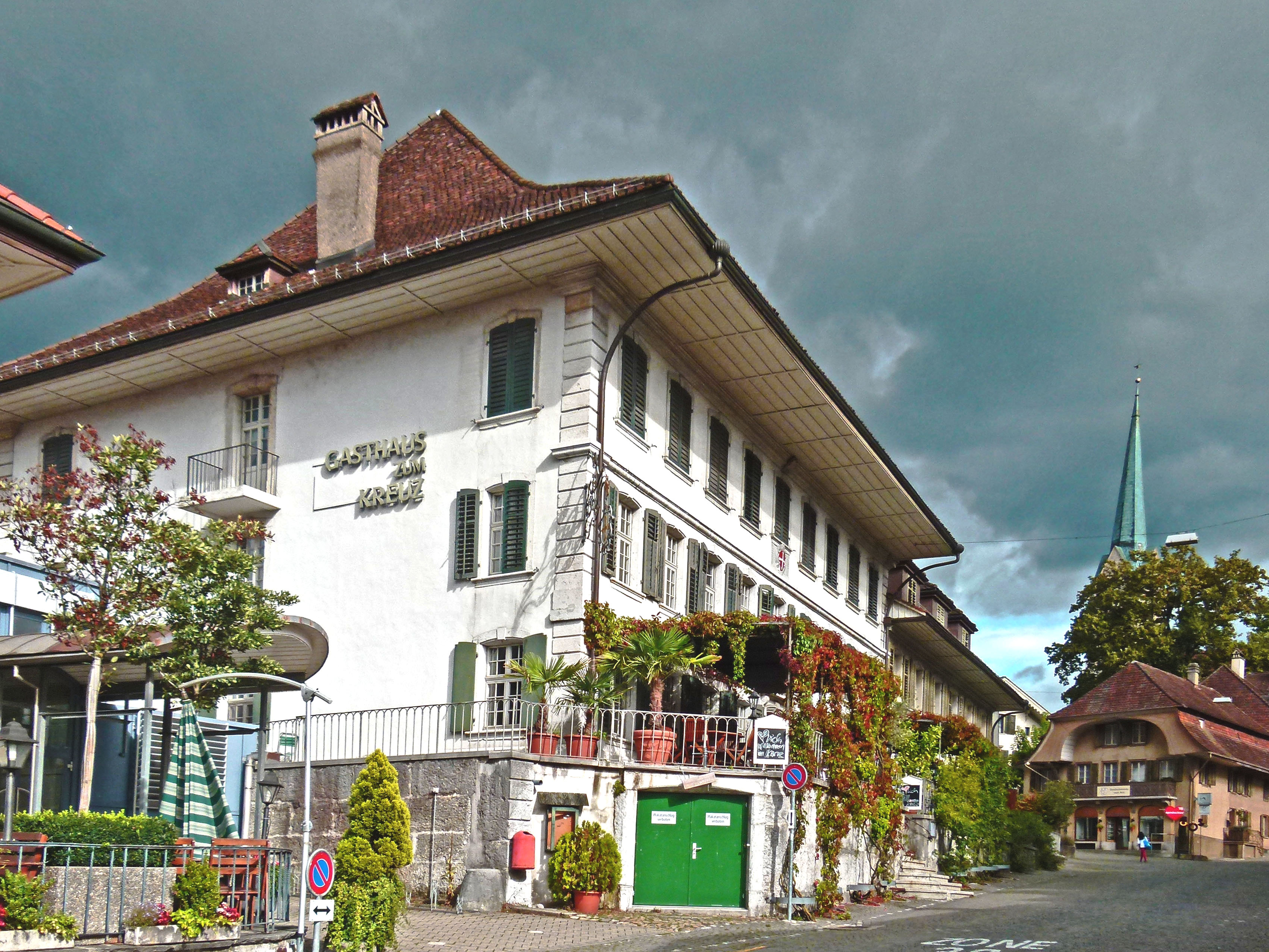
Gasthaus «zum Kreuz»
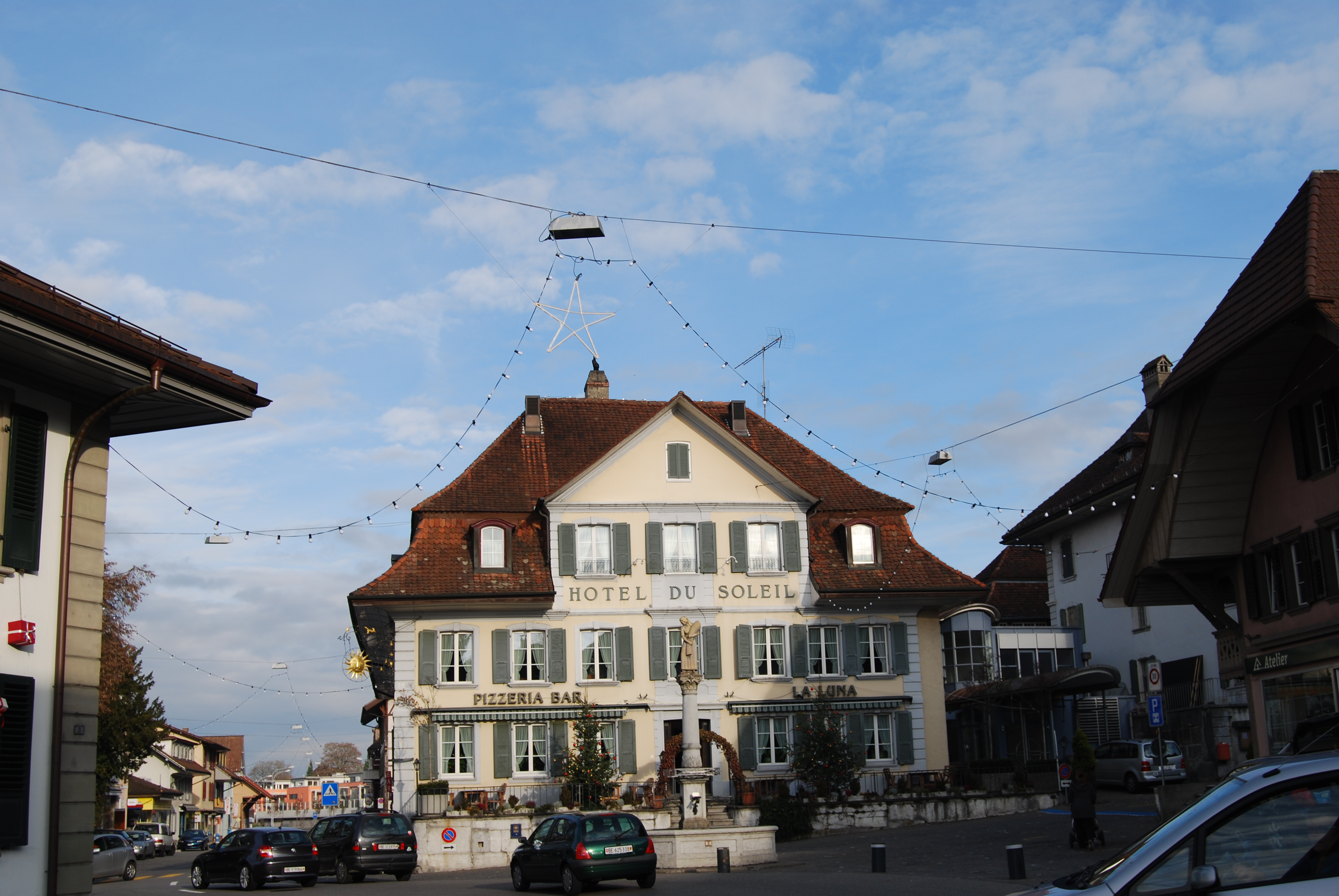
Hotel «du Soleil»
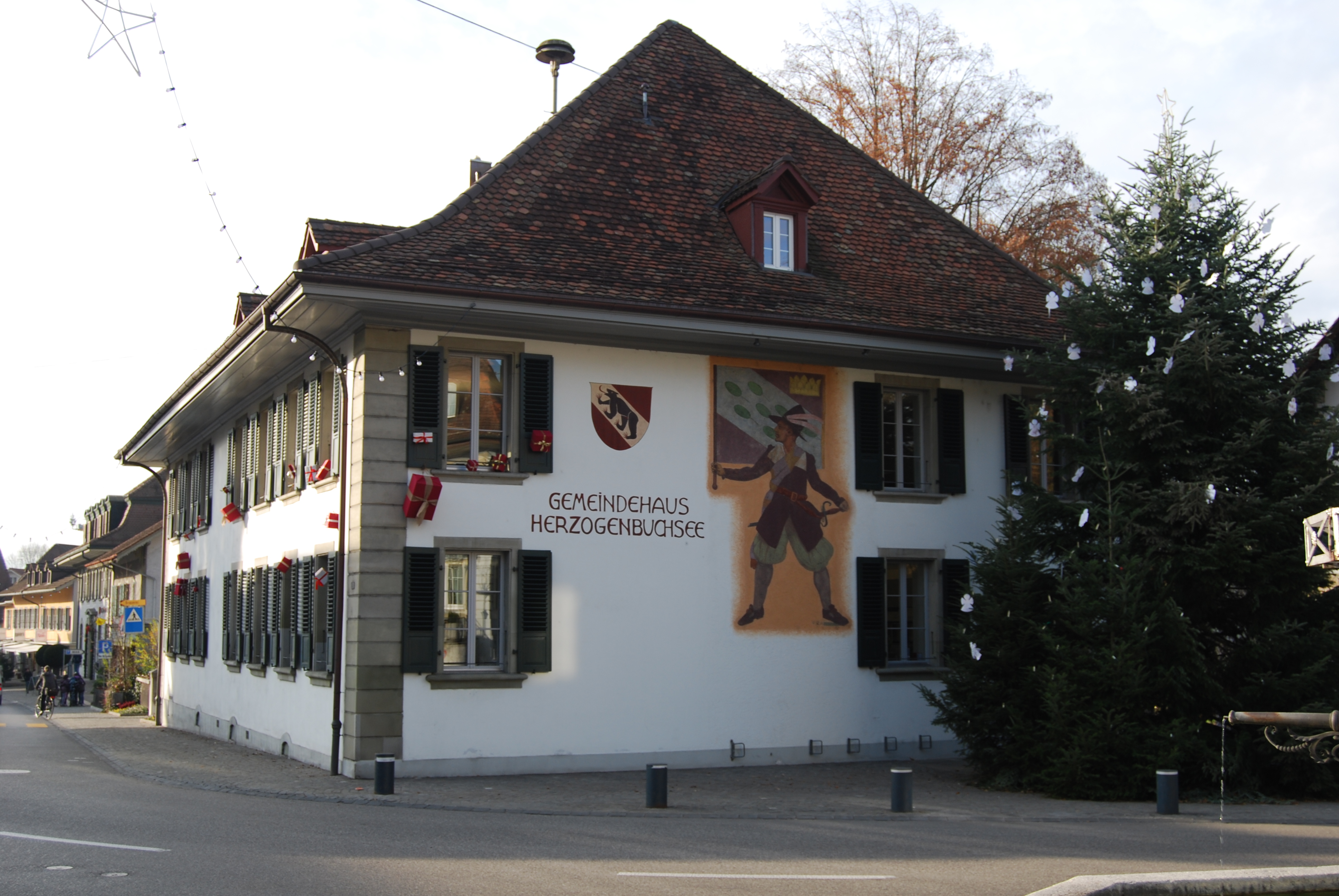
Gemeindehaus
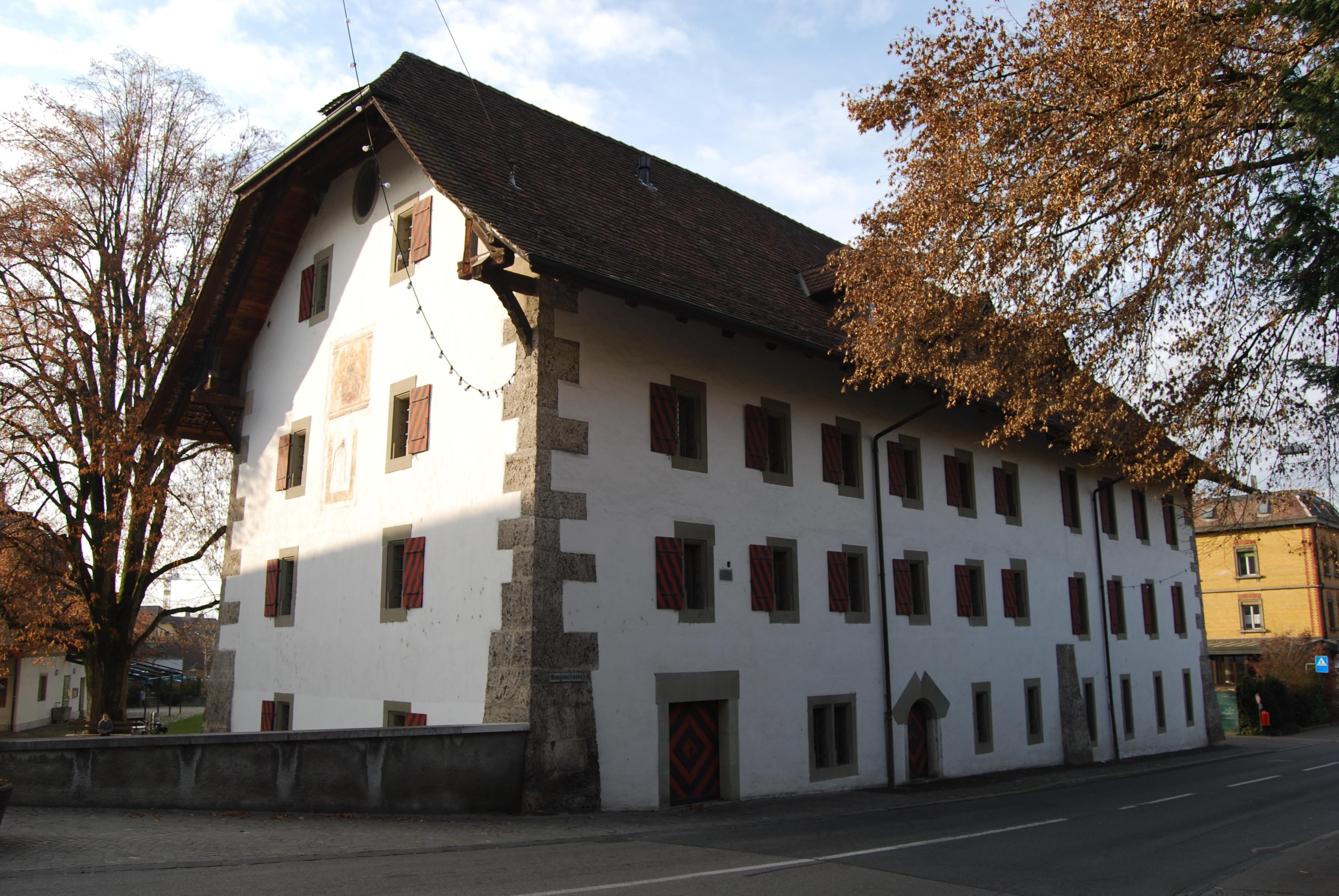
Kornhaus
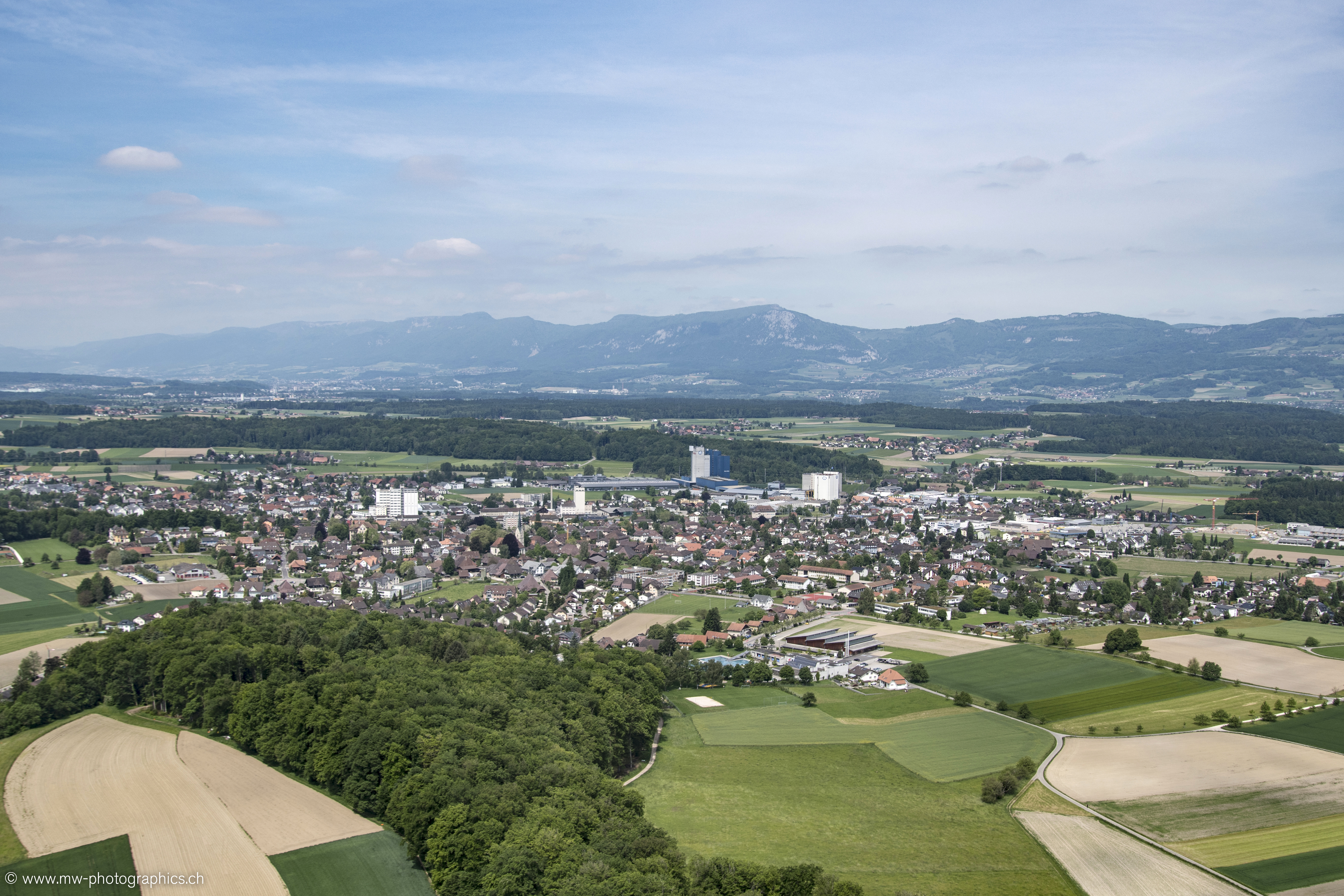
Luftaufnahme Mai 2017
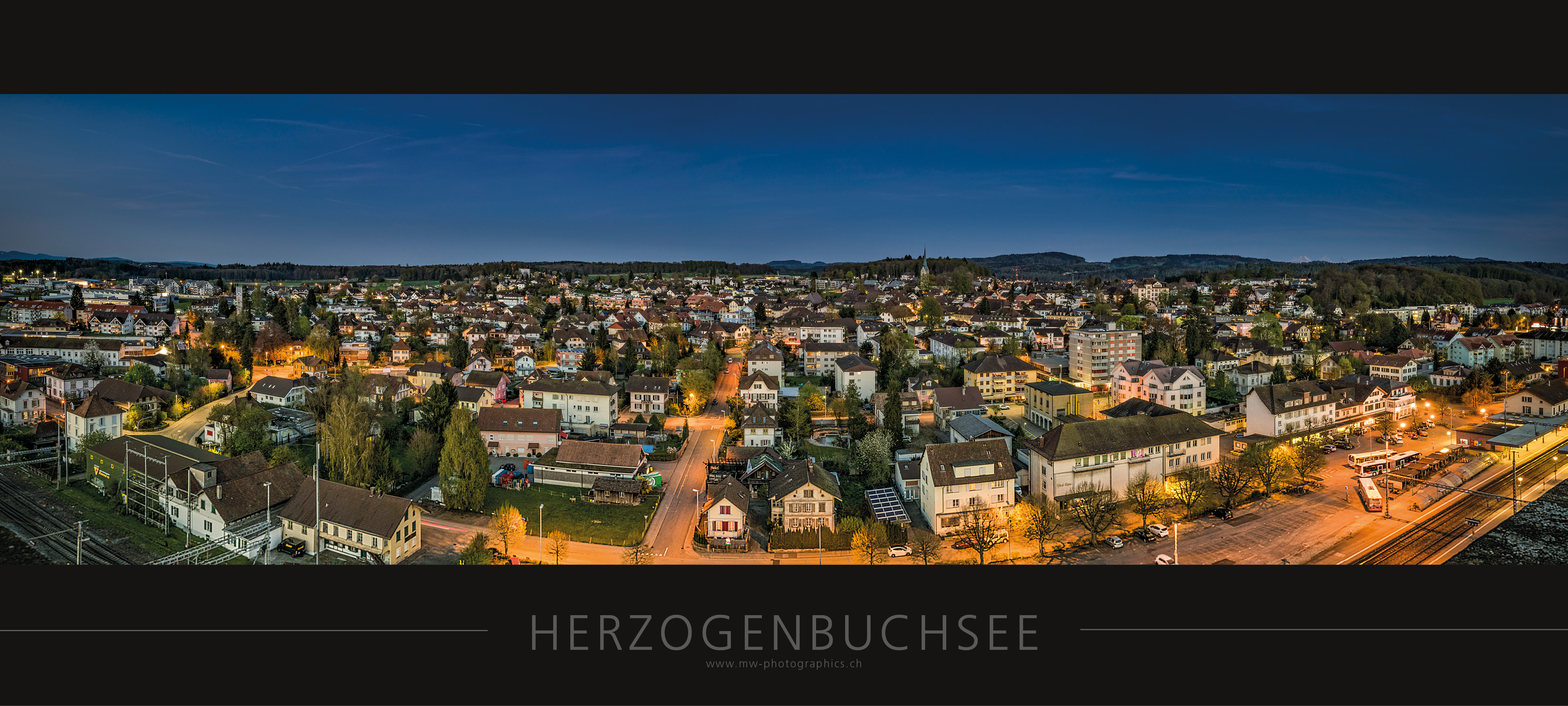
Panorama Herzogenbuchsee